# Johan Wulthejus
Johan Wulthejus, född i Stockholm, död 23 mars 1700 i Stockholm, var en svensk präst och psalmdiktare. Han var hovpredikant hos greve Magnus Gabriel De la Gardie. Wulthejus blev 1669 kyrkoherde vid Tyska Christinae församling i Göteborg. År 1677 blev han kyrkoherde vid Riddarholmens församling och Bromma församling.

## Psalmer
- Ach! hwad skal jagh doch begynna